# Jože Prislan
Jože Ervin Prislan, slovenski častnik, veteran vojne za Slovenijo, * 14. februar 1952, † 11. maj 2002.
Pokojni polkovnik Prislan je bil visoki pripadnik SV in plavalni trener.

## Vojaška kariera
- poveljnik, 89. območni štab TO (1991)
- poveljnik, 82. brigada Slovenske vojske
- poveljnik, 89. območni štab TO
- Sanitetna služba, GŠSV (? - 2000)
- samostojni pomočnik, Vojaška zdravstvena služba Slovenske vojske (2001)

## Odlikovanja in priznanja
- bronasta medalja Slovenske vojske (12. maj 1999)
- medalja v službi miru (15. julij 1999)
- spominski znak Obranili domovino 1991
- spominski znak Golte 1991 (20. junij 2001)
- spominski znak Dravograd 1991 (30. november 2000)
- spominska značka Dravograd 1991 (30. november 2000)